# Rápel

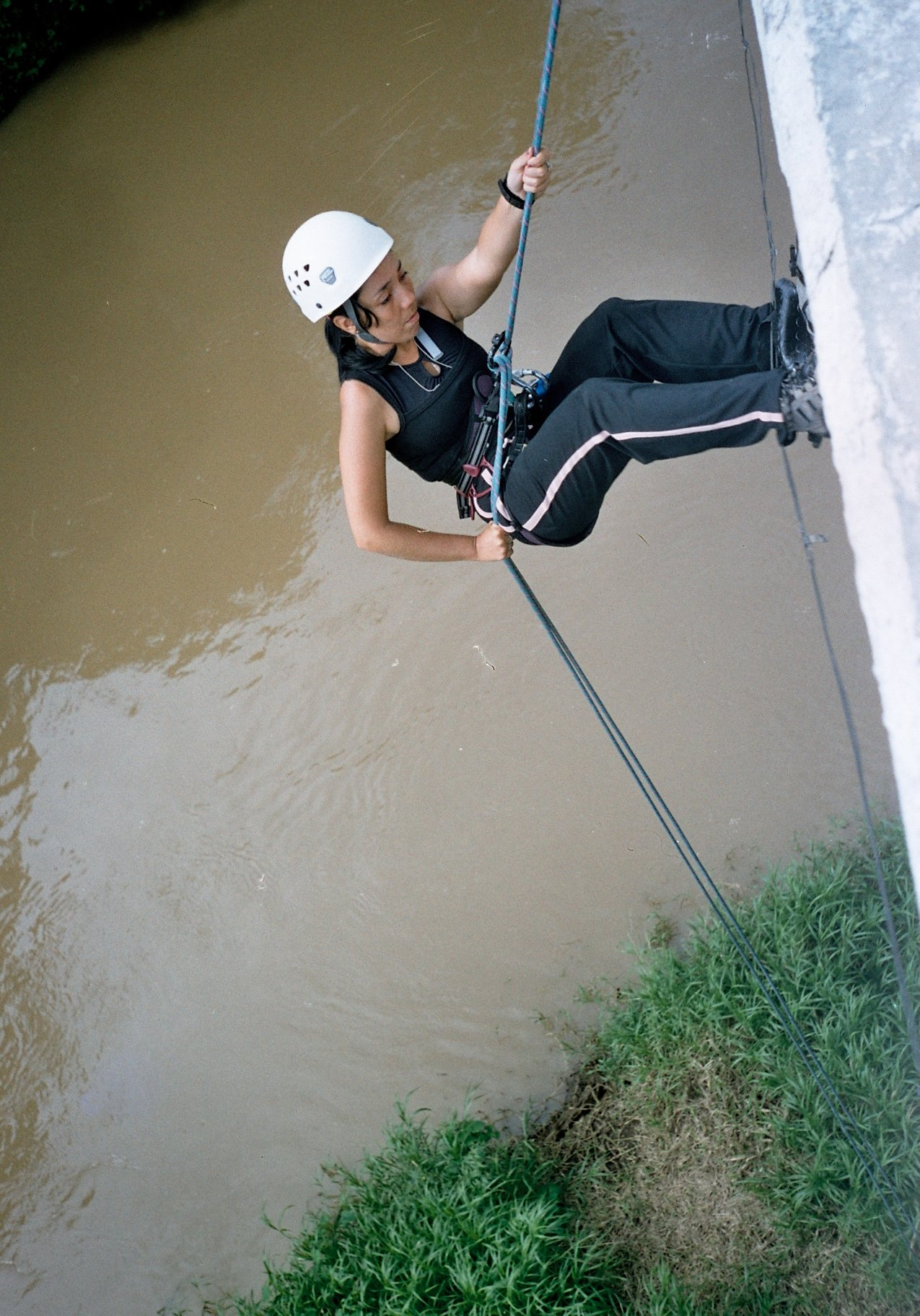
Mujer realizando un rapel de práctica.

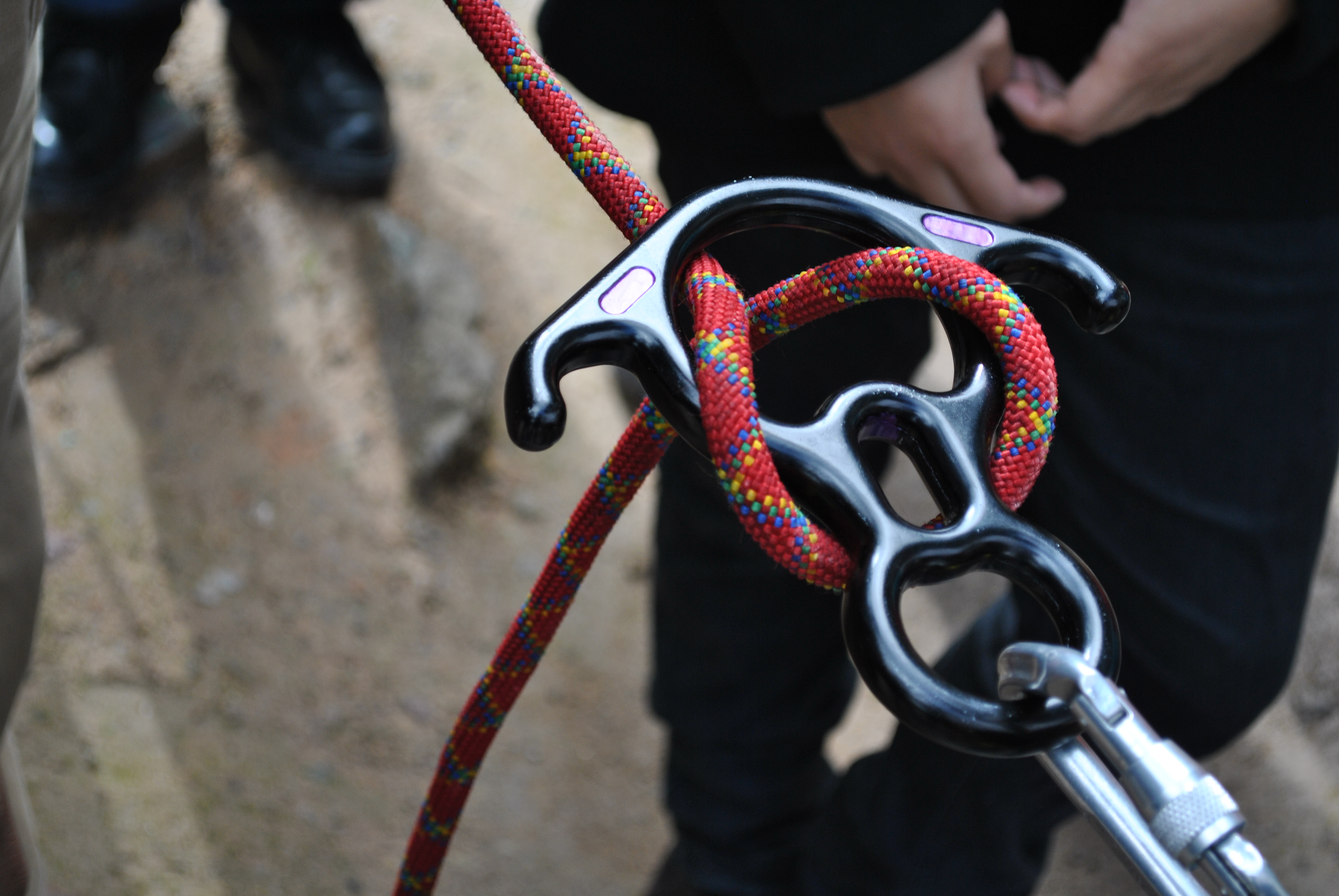
Sistema de descenso: una cuerda atravesando un descensor "ocho", el cual se usa para frenar la cuerda con la que se desciende.

El rapel  es un sistema de descenso por superficies verticales utilizando técnicas de cuerdas. Se utiliza en lugares donde el descenso de otra forma es complicado, o inseguro.
El rapel es el sistema de descenso o ascenso autónomo ampliamente utilizado, ya que par realizar un descenso solo se requiere, además de conocer la técnica adecuada, llevar consigo una cuerda, y en la mayoría de las técnicas  un arnés y un descensor.
El rapel es utilizado en excursionismo, montañismo, escalada en roca, espeleología, barranquismo y otras actividades que requieren ejecutar descensos verticales.
El rapel también es utilizado en rescate, tanto en los medios naturales como en los urbanos, así como en operaciones militares.

## Historia
Las actuales técnicas del rapel, aunque resulte extraño en una actividad sus orígenes en cuestión muchos los remontan a finales del XVIII apenas han comenzado a desarrollarse en la década de los 80. Eso no quiere decir, que en tiempos anteriores, alpinistas individuales no hayan diseñado y utilizado rapeladores similares a los actualmente generalizados. Se sabe por ejemplo, que ya a principios de los años 30 el espeleólogo Henry Brenot utilizaba un rudimentario ascensor para sus exploraciones de grandes cimas, y que a mediados de los sesenta, otro espeleólogo, Dressler, fabricaba a pequeña escala unos descensores a poleas, muy similares a los que hoy en día aún se fabrican con su marca. Pero, como suele ser frecuente en estos casos transcurrió cierto tiempo entre el "invento" y su popularización.
Por poner un ejemplo, hasta bien entrados los setenta los manuales de alpinismo, escalada y espeleología recomendaban aún sistemas como el Comici, el Piaz o el Dülfer, y la primera referencia a un rapelador se alude a un rudimentario descensor que el autor llama "gancho de descenso", pero no recomienda su utilización porque "estropea la cuerda y presupone el uso de un utensilio exclusivo para el rápel".
Pero en cambio, en estos pocos años transcurridos han aparecido innumerables artilugios para rapelar, e incluso muchos de ellos específicos para alguna faceta determinada de la actividad, como los autoblocantes de espeleología o los "a barra" para grandes verticales.

## Sistemas de rapel

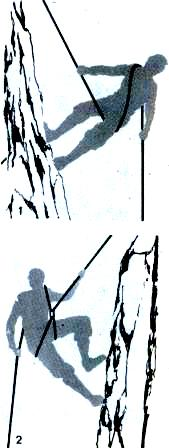
En la parte superior vemos un rápel Dulfer, y en la inferior uno de tipo Comichi

### Fricción con el cuerpo, sin descensor
Sólo se utilizan en casos de emergencia, debido a la menor seguridad que ofrecen.
- Rápel de brazo es práctico en paredes de poca verticalidad colocando la cuerda sobre el hombro para pasarla alrededor de los brazos extendidos controlando la velocidad con el agarre de la mano y por la fricción entre los hombros y los brazos. Se realiza en paredes con poca inclinación y corta distancia debido a que es difícil controlar todo el peso del cuerpo con la simple fricción con tu brazo, además de las heridas que se pueden provocar por las quemaduras del roce.
- Rápel Dulfer o "a la alemana". Se considera el más simple para todos los usos ya que no necesita equipo especial. El montañista se coloca frente al anclaje, se pone la cuerda entre las dos piernas, la pasa alrededor de la cadera de modo que cruce el pecho hasta el hombro contrario, pasa la cuerda por el hombro y la deja caer por la espalda, aguantándola con la mano del mismo lado que la cadera rozada por la cuerda. La otra mano detiene la cuerda por arriba del montañista para mantener la posición vertical. El riesgo de este sistema es el roce de la cuerda con el cuerpo por lo que se debe proteger la piel ya que la fricción puede provocar quemaduras. Además de que se puede soltar fácilmente y producirse una caída libre. Es sólo apto para expertos y atrevidos.
- Rapel Comichi, se asemeja al dulfer con la diferencia de que la cuerda no pasa directamente por el muslo, si no por un mosquetón del arnés y la cuerda pasa por la espalda.

### Fricción en mosquetones
- Rápel con mosquetones, además llamado sistema Gramminger o de bomberos. Para este rápel se utilizan mosquetones de forma ovalada o en forma de "D", uno con seguro, o dos sin seguro con los gatillos enfrentados, y tres más sin seguro (o cuatro si la cuerda es de diámetro menor a diez milímetros).
- Freno con mosquetón, utilizando un mosquetón con seguro se le da dos o tres vueltas a la cuerda en barrilete en el extremo paralelo al seguro, y asegurando el arnés mediante otro mosquetón.
- Rápel con nudo dinámico, en caso de necesidad podemos usar un mosquetón de seguridad con forma asimétrica (de pera) y un nudo dinámico. Este sistema hace correr mucho la cuerda, por lo que hay que extremar la precaución.

### Con descensor

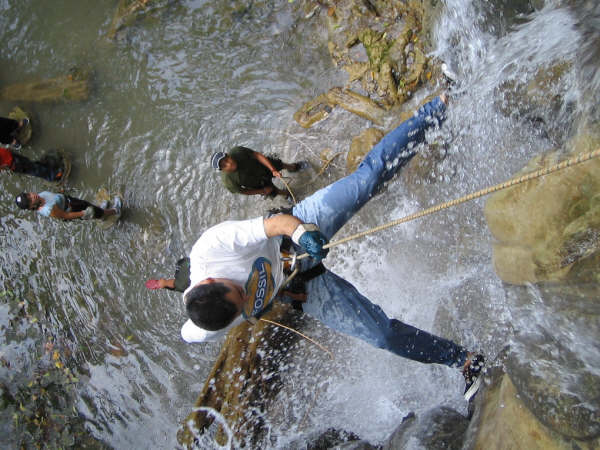
Rápel en cascada, Tapijulapa, Tabasco, México.

Éstos son los sistemas más utilizados por su seguridad.
- Rápel con ocho, recibe este nombre debido a la forma del mismo descensor, aunque el aparato es un clásico del mundo de la escalada, actualmente su uso se ha reducido ante la aparición de otros descensores más eficientes y seguros.
- Rápel con descendedor de poleas, usado especialmente en la práctica de la espeleología o espeleísmo. El aparato consiste en 2 poleas donde la cuerda forma una "S" generando suficiente fricción para controlar nuestro descenso. Hay dos modelos básicamente; sin seguro y con seguro autoblocante, (Stop de Petzl)
- Rápel con dispositivos tubulares, entre los más populares esta el ATC, el reverso y otros cuyos nombres dependen del fabricante, tienen un factor de fricción mayor que el ocho, por lo que se necesita menor esfuerzo para controlar nuestro descenso. Otra ventaja frente al ocho es que no riza la cuerda.
- Rápel con Rack, además llamado popularmente marimba, está formado por barras, y fueron diseñados para descender grandes verticales, rizan muy poco la cuerda y funcionan incluso con cuerdas embarradas.
- Rápel a la australiana, se realiza mirando hacia abajo, en vez de la posición habitual de espaldas. Creado por el ejército australiano.

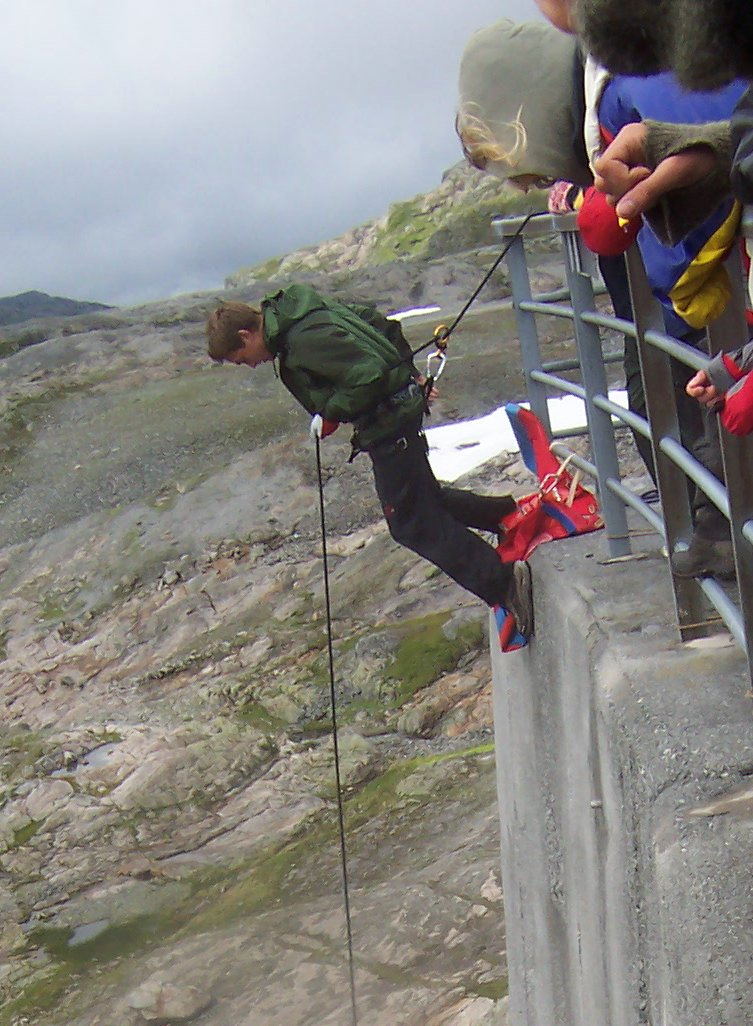
Ejemplo de rápel a la australiana

## Clasificación del rápel por su finalidad
- Rápel industrial En este rápel se usa doble cuerda de seguridad, arneses largos y dos o más seguros además del rapelador. Se requiere mucho manejo de los implementos y conocimiento.
- Rápel Turístico Para hacerlo se utilizan una o dos cuerdas, un rapelador y un seguro. Lo puede hacer cualquier persona pero debe ser dirigido por expertos.
- Rápel Táctico Se usa un único rapelador y una sola cuerda para lograr gran maniobrabilidad y velocidad. Usado por militares o especialistas tácticos. Si no se hace bien puede resultar en accidentes por lo que requiere gran entrenamiento.
- Rápel de Emergencia Improvisando los descensores y/o sillarines o incluso sin implementos más que la cuerda (dulfer). En caso de emergencia y solo gente muy preparada.

## Equipo
Para la práctica del rápel se requiere de un conjunto de artefactos. El equipo varía según el sistema de rápel que se utilice. Para los sistemas como el Dulfer bastará una cuerda o incluso algo similar a ello (para casos de emergencia), pero para los sistemas con descensor, que son más comunes y seguros, se requiere de equipo más completo. 
El equipo colectivo es el que se utiliza para la instalación y puede ser usado por muchas personas. Consiste básicamente de:
- Cuerda
- Cinta plana o cuerda para anclaje, en los casos en que la cuerda de ráppel pudiera sufrir sin estos elementos auxiliares.
- Almohadillas o protectores para la cuerda, para protegerla de aristas con bordes filosos.
- mosquetones con seguro o dos sin seguro.[2]

El equipo personal es el equipo que usa cada persona. Cómo mínimo se compone de:
- Arnés de cintura (tipo escalada) o integral (tipo trabajos verticales).
- Mosquetón con seguro (habitualmente de cierre automático con rosca de seguridad o cierre de bayoneta).
- Cabo de seguridad o pata de anclaje (para preparar el ráppel en lugares expuestos).
- Descensor.
- Casco, en caso de riesgo de caída de piedras, de poder golpearse con la pared o para mayor seguridad.
- Guantes.

Arneses

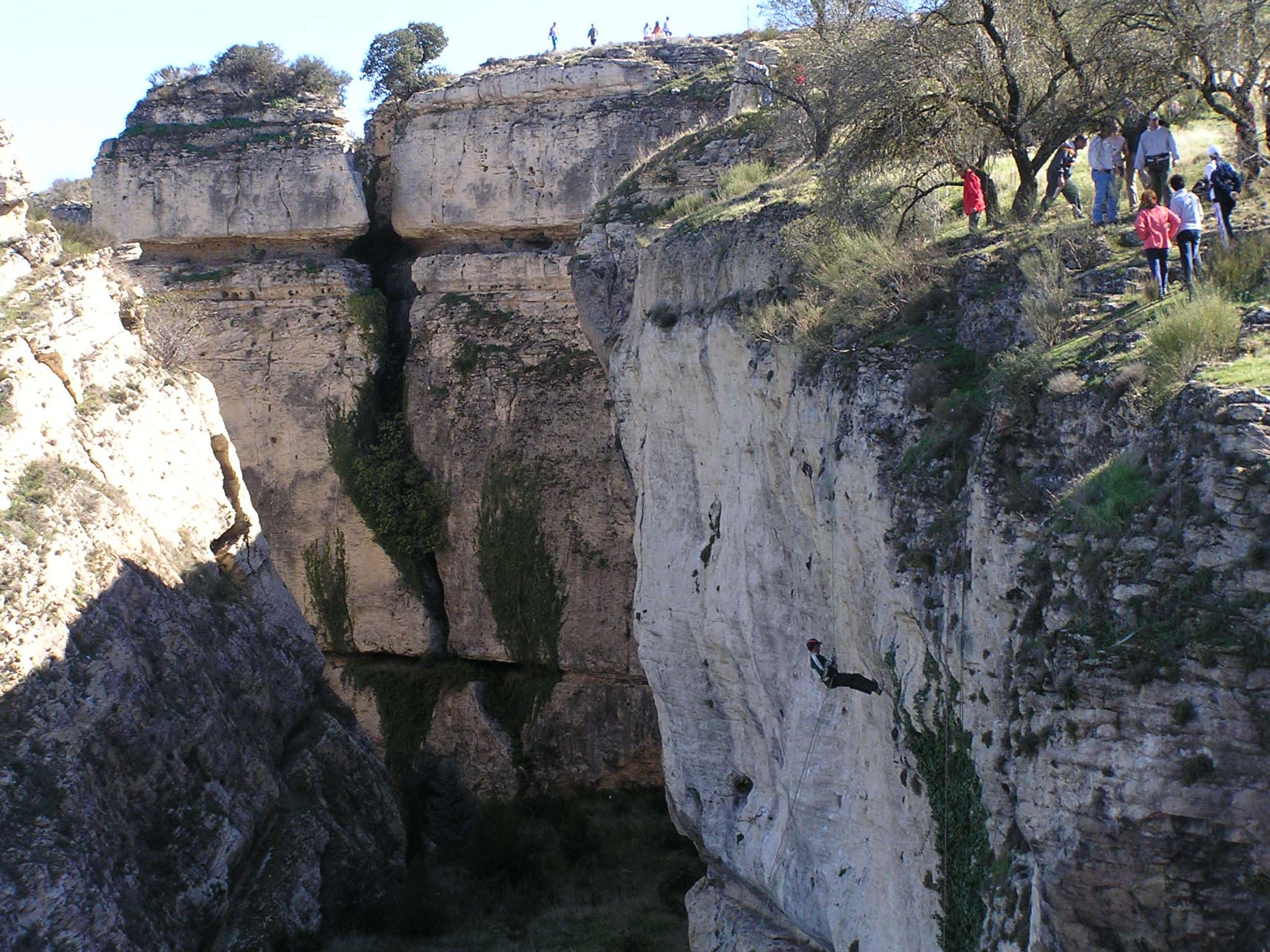
Práctica del Rápel, en Alcalá la Real, Jaén, España.

El arnés es el conjunto de cintas de nailon, poliéster, polipropileno o similar que, cosidas o unidas de diferentes formas, rodean la cintura o todo el tronco, sujetando a la persona durante la actividad, ofrecen seguridad y algo de comodidad, cuando éstas se acomodan al cuerpo. El arnés se utiliza durante los descensos, ascensos y aseguramientos, para distribuir el peso del cuerpo de la persona hacia las sogas que sostienen al escalador. 
Los arneses se fabrican con fibras de poliamida o poliéster. Las fibras de las cintas que forman el arnés pueden envejecer de forma natural por contacto por el aire, o por acción de los rayos ultravioleta. La decoloración del arnés es a menudo, un indicador del nivel de degradación de las fibras. 
El arnés, con el uso, sufre un desgaste mecánico que le hace perder resistencia. Los rozamientos repetidos cortan las fibras superficiales, reduciendo gradualmente la resistencia del conjunto. Los roces sobre las costuras son aún más peligrosos y pueden tener graves consecuencias. 
El arnés debe ser revisado antes, durante y después de cada uso, inmediatamente después de que este sufra alguna agresión, como soportar una carga súbita de importancia, roce por deslizamiento en rampas o similar.

## El sistema
En el medio excursionista se le llama "sistema" al conjunto de objetos o artefactos interconectados que constituyen el sistema de rápel, ya sea el de la cuerda, el personal o todo junto, según se especifique.
- Sistema de la cuerda es la interconexión correcta del equipo de rápel con el fin de sujetar la cuerda a un lugar seguro (empieza en el anclaje y termina en la punta inferior de la cuerda).
- Sistema personal es el equipo personal correctamente puesto.
- Sistema completo es la unión del sistema de la cuerda, del sistema personal y de la persona que desciende.
- Unirse al sistema es la acción de interconexión entre la persona que cuenta con su equipo personal y la cuerda (el sistema de la cuerda).
- Desconectarse del sistema es la acción de desconexión entre la persona y la cuerda (el sistema de la cuerda).

### Constituyentes generales mínimos
En esta sección se describen los diferentes constituyentes de sistema de rápel.
- Anclaje, todos los sistemas de rápel exigen un anclaje muy resistente en el cual se soportará todo el sistema. Los anclajes pueden ser naturales (árbol, roca, estalagmita, puente de hielo, etc.) o artificiales (clavija, cadena, etc).
- Sistema de anclaje, también conocido por anclaje, se refiere al sistema de unión entre el anclaje y la cuerda.
- Cuerda es una cuerda especial para rápel, debe tener un diámetro adecuado y contar con aprobación internacional UIAA o CE.
- Arnés es un calzón o soporte artificial para el cuerpo a base de cintas resistentes unidas a través de una costura especial.
- Mosquetón con seguro es un instrumento metálico en forma de lazo que se abre por una parte y que cuenta con seguro para evitar que se abra inesperadamente.
- Descensor, puede ser ocho, marimba, stop, atc o algún otro.
- Cabo de seguridad es una cinta o coordino que se une al arnés por un extremo y que en el otro extremo lleva un mosquetón.
- Persona es lo más importante, pues de su criterio y comportamiento así como sus acciones depende todo lo demás.

## Seguridad
La naturaleza vertical de la práctica del rápel la hace una actividad peligrosa si no se realiza adecuadamente. Contar con entusiasmo y el equipo no basta, se requieren conocimientos técnicos adecuados, por ello siempre que no se tengan debe realizarse bajo la supervisión de una persona calificada para la actividad.
El sistema completo de rápel, que va desde el anclaje hasta el extremo inferior de la cuerda, pasando por la persona que realiza el rápel y su equipo personal constituyen una cadena, en la cual, si un eslabón falla, toda la cadena fallará. Por ello, absolutamente todo dentro del sistema es de crucial importancia. De entre todo destaca la persona, que por su naturaleza es el punto crítico en la cadena de seguridad. Quién realiza un rápel debe ser una persona física y mentalmente apta para ello, de otra forma será necesaria una especial precaución.
En general, constituye un deporte seguro.